# Michele Dougherty
Michele Dougherty (ur. 1962 r.) – brytyjska fizyczka kosmiczna, od 2025 r. astronom królewski.
Urodziła się i wychowała w Południowej Afryce, w rodzinie angielsko-irlandzkiej. Gdy miała 10 lat, razem z ojcem i siostrą, skonstruowała teleskop, którym obserwowała Jowisza i jego księżyce. Pomimo słabego poziomu nauk ścisłych w szkole średniej, dostała się na na wydział nauk ścisłych Natal University. 
Po uzyskaniu doktoratu opuściła Południową Afrykę, przez kilka lat pracowała w Niemczech, po czym zawodowo związała się z Wielką Brytanią, podejmując pracę w Imperial College London. W 2004 r. została mianowana profesorem fizyki, a także szefową Instytutu Fizyki Imperial College London (2018–2024) . Specjalizuje się w projektowaniu i obsłudze narzędzi do pomiaru pola magnetycznego w przestrzeni kosmicznej, jest także zaangażowana w badania, które szukają życia m.in. na Enceladusie i Ganimedesie. Brała udział w misji NASA Cassini, podczas której zauważyła anomalię w pomiarach pola magnetycznego Enceladusa, dzięki którym wykazała, że posiada on atmosferę. Zaprojektowane przez nią narzędzia zostały wykorzystane w misji ESA Jupiter Icy Moons Explorer, która ma szukać oceanu pod powierzchnią Ganimedesa.  
Przewodnicząca wykonawcza Rady do spraw Obiektów Naukowych i Technologicznych. W 2012 r. została wybrana do Royal Society, a w 2018 r. odznaczona tytułem Komandora Orderu Imperium Brytyjskiego. W 2025 r. wskazana przez Karola III na stanowisko astronoma królewskiego, jako pierwsza kobieta w historii tego urzędu. 